# Karat (luchtvaartmaatschappij)
Karat of Aircompany Karat (Russisch: КАРАТ авиакомпания) is een Russische luchtvaartmaatschappij met haar hoofdzetel in Moskou op luchthaven Vnoekovo.
Zij voert passagiers-, vracht- en chartervluchten uit binnen Rusland. In 2005 nam Karat de maatschappij Astrakhan Airlines over.

## Geschiedenis
Karat is opgericht in 1993 als opvolger van Rikor Aviakompania.

## Diensten
Karat voert lijnvluchten uit naar: (juli 2006)
Binnenland:
Anapa, Astrachan, Krasnodar, Moskou, Moermansk, Nadym, Nizjni Novgorod, Novy Oerengoj.

## Vloot
De vloot van Karat bestaat uit: (juli 2007)
- 2 Tupolev TU-154B
- 3 Tupolev TU-134A
- 4 Yakolev Yak-42D
- 2 Yakolev Yak-40
- 2 Antonov AN-24RV